# مقاطعة برونتال
مقاطعة برونتال (بالتشيكية: Okres Bruntál)‏ هي مقاطعة (أوكريس) في إقليم مورافيا-سيليزيا في جمهورية التشيك.
عاصمة هذه المقاطعة هي برونتال.

## اقرأ أيضاً
- مقاطعات جمهورية التشيك